# Storia di Gerusalemme

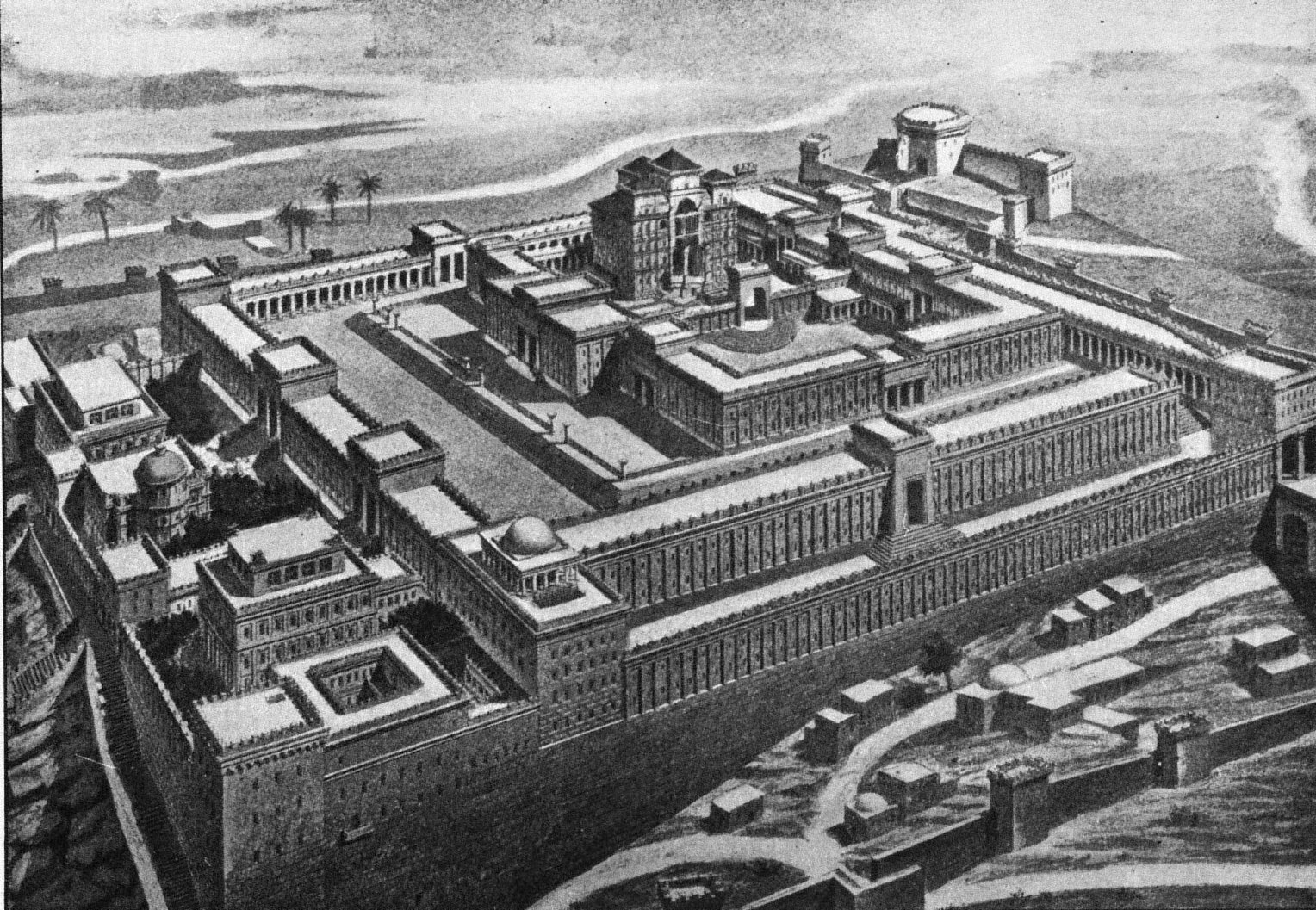
Ricostruzione grafica del primo tempio

La storia di Gerusalemme riguarda le vicende della città, dalle prime testimonianze nel III millennio a.C. sino ad oggi.

## III e II millennio a.C.
Le prime informazioni note su Gerusalemme risalgono al III millennio a.C. A quell'epoca non esisteva un vero e proprio stato centrale, ma una serie di città-Stato che si governavano autonomamente ed erano quasi del tutto autosufficienti.
Verso la fine del II millennio a.C. gli Egiziani cominciano a dimostrare un certo interesse per questa zona, e non a caso il primo scritto in cui compare il nome della città è una tavoletta egiziana, con su scritto la parola RUSHALIM che deriva dall'antica lingua cananaaica URUSALIMI, che potrebbe derivare da ur, altura e shlm, pace.
Altra menzione della città risalente ai tempi di Abramo descritta nella Bibbia è riferita a Melchisedek sommo sacerdote del Dio altissimo e re di Salem, ritenuta dagli esegeti l'antica Gerusalemme.
Bisogna ricordare che nell'antica regione di Canaan si veneravano molti dèi, ma ogni città-Stato aveva una sua preferenza. Per quanto riguarda la città di Gerusalemme la gente raccontava di aver assistito all'apparizione del dio Shalem sul monte Sion su cui sorge ora il primo nucleo dell'abitato.
Il dio Shalem è un dio di origine siriana. La tradizione vuole che EL (pronuncia il), il capo di tutti gli dei (una sorta di Giove) avesse avuto una figlia di nome Ashtar, che unitasi a sua volta col padre stesso, ha avuto due gemelli Shalem e Shahar. Shalem darà quindi il nome alla città di Gerusalemme e ricerche storiche accreditate dimostrano che Shalem è all'origine della parola Shalom (Shalem in ebraico vuol dire pieno/intero ed è anche usata per indicare soddisfazione, non è all'origine della parola Shalom ma con questa ne condivide la radice) in ebraico e della sua variante araba Salaam che significa appunto pace ed è diventata la forma di saluto attualmente diffusa.

## La Gerusalemme gebusea
Secondo la Bibbia, la città rimase occupata dal clan amorrita dei Gebusei (1000 a.C. circa) fino alla conquista di Davide, il quale fece di Gerusalemme la capitale del suo regno.

## Il periodo ebraico

### Capitale del regno di Giuda e Israele (sotto i re Davide e Salomone)
Davide fece costruire sull'acropoli una reggia assieme a molti altri edifici e ordinò la ricostruzione delle mura di cinta.
Città di Davide
Nome dato alla “fortezza di Sion” dopo la cacciata dei Gebusei (2Sam 5,6-9). È chiaro che si tratta del contrafforte o crinale che si protende verso Sud dal monte Moria. Quindi si trovava a Sud dell'area del tempio costruito in seguito da Salomone. Oggi questo stretto pianoro meridionale è notevolmente più basso del monte Moria. La zona fu estesamente sfruttata come cava di pietra, specie all'epoca dell'imperatore Adriano e durante la costruzione di Aelia Capitolina, la colonia romana costruita intorno al 135 d.C. Quindi nell'antichità la sua altezza era quasi uguale a quella del monte Moria, ma sempre leggermente inferiore a quella dell'area del templi.
Era un luogo molto adatto per una “fortezza” poiché era protetto da tre lati da profonde vallate: a Ovest dalla valle del Tiropeon, e ad Est dalla valle del Chidron, che si unisce alla valle di Innom all'estremità Sud del contrafforte (1Cr 11,7). Era necessario difendere la città solo a Nord, dove il crinale si restringeva ancora di più, rendendo assai difficile un eventuale attacco. Il limite Nord di questa “Città di Davide” non è stato ancora stabilito in modo definitivo, anche se alcuni studiosi propendono per la stretta summenzionata. Nel corso dei secoli i detriti hanno colmato in gran parte le valli, rendendo meno evidente la posizione vantaggiosa e strategica del luogo. Si calcola che l'antica Città di Davide avesse un'estensione di 4-6 ettari.
Nella valle del Chidron, ai piedi del pendio Est del contrafforte su cui sorgeva la fortezza, c'è una sorgente chiamata Ghihon (1Re 1,33). Gli scavi archeologici indicano che nell'antichità un tunnel o pozzo scavato nella roccia rendeva possibile l'accesso alla sorgente senza uscire dalle mura della città. È stata avanzata l'ipotesi che proprio arrampicandosi su per questo pozzo Gioab e i suoi uomini riuscirono a penetrare nella fortezza e a impadronirsene - 2Sam 5,8; 1Cr 11,5-6.
Il nome Città di Davide deriva dal fatto che re Davide ne fece la sua residenza reale, dopo aver regnato per sette anni e mezzo a Hebron. Qui, con il contributo di Hiram re di Tiro, venne costruita una “casa di cedri” per Davide (2Sam 5,5, 9, 11; 7,2). Davide fece portare l'Arca dell'Alleanza dalla casa di Obed-Edom alla Città di Davide, e sua moglie Micòl da una finestra della casa di Davide poteva vedere la processione che si avvicinava (2Sam 6,10-16; 1Cr 15,1, 29). Alla sua morte, il re venne seppellito nella città, consuetudine seguita da molti altri monarchi della discendenza davidica - 1 Re 2,10.
Nella Bibbia cristiana il termine “città di Davide” è riferito a Betlemme, luogo di nascita di Davide e di Gesù - Lc 2,4, 11; Gv 7,42.

### Capitale del regno di Giuda (dopo Salomone)
Successivamente Salomone fece erigere sul "Monte Moria", un'altura adiacente al monte Sion, il tempio di Dio.

Salomone trasferì l'Arca nel tempio appena costruito sul pianoro più spazioso a Nord della Città di Davide. L'espressione “far salire l'Arca dell'Alleanza dalla Città di Davide” indica che l'area del tempio si trovava un po' più in alto, poiché il monte Moria era più alto del contrafforte meridionale (1Re 8,1). Dopo il suo matrimonio con la figlia del faraone, Salomone portò la moglie nella Città di Davide (1Re 3,1). Ma, una volta ultimata una nuova residenza più vicino all'area del tempio, la portò via dalla Città di Davìd perché era considerata santa, essendovi stata l'Arca (1Re 9:24; 2Cr 8:11). Salomone compì altre opere edili nella Città di Davide, ed Ezechia vi fece riparazioni preparandosi all'attacco dell'assiro Sennacherib (1Re 11,27; 2Cr 32,5). Ezechia inoltre deviò le acque della sorgente di Ghihon, portandole fino alla parte Ovest della Città di Davide, evidentemente per mezzo del tunnel tagliato nella roccia che, com'è stato scoperto, collega quella sorgente con la Piscina di Siloam sul pendio sudoccidentale del contrafforte (2Cr 32,30). Menashè, suo figlio e successore, costruì un muro esterno lungo il pendio orientale verso la valle del Chidron - 2Cr 33,14.
Dai versetti summenzionati è evidente che, per quanto Gerusalemme si sia estesa nel corso del tempo, la Città di Davide rimase un settore a sé. Questo anche dopo il ritorno dall'esilio in Babilonia, perché certi aspetti della città vengono menzionati in relazione alle squadre che ne riparavano le mura (Ne 3,15-16). “La Gradinata della Città di Davide” scendeva a quanto pare dall'estremità Sud della città (Ne 12,37). Gli scavi compiuti sul luogo hanno riportato alla luce parti di una gradinata del genere, e in questo punto una serie di rozzi gradini tagliati nella roccia scende ancora dalla collina.

## Il periodo babilonese

### La Conquista Babilonese
Il tempio fu distrutto nel 587 a.C. a seguito della violenta invasione dei Babilonesi guidati dal re Nabucodonosor che saccheggiarono la città e deportarono la popolazione a Babilonia.

Altri studi sulla conquista Babilonese indicano comunque una data diversa. Ad esempio il prof. E. R. Thiele nel suo libro "The Mysterious Numbers of the Hebrew Kings" scrive:
Il canone di Tolomeo fu preparato primariamente per scopi astronomici, non storici. Non pretese di fornire un elenco completo di tutti i governanti di Babilonia o di Persia, né l’esatto mese o giorno del principio dei loro regni, ma fu un accorgimento che rese possibile correggere la collocazione in un ampio schema cronologico di certi dati astronomici che erano allora disponibili. I re i cui regni erano di meno di un anno e che non abbracciavano il giorno dell’Anno Nuovo non erano menzionati”. 
Thiele notò che i riferimenti incrociati dati durante il lungo regno del re Asa di Giuda avevano un errore cumulativo di 1 anno per ogni regno successivo dei re di Israele: il primo riferimento incrociato provocò un errore di 1 anno, il secondo diede un errore di 2 anni, il terzo di 3 anni e così via.
Allo stesso modo anche alcuni libri di testo delle scuole indicano il 607 a.C. come data della distruzione di Gerusalemme. Sulla stessa linea, Giuseppe Flavio, storico ebreo che visse prima di Tolomeo, nel suo libro Antichità giudaiche, indica la distruzione di Gerusalemme il 30 luglio 607 a.C.
Thiele, un missionario avventista, appassionato di archeologia, che è noto per aver studiato quasi soltanto la cronologia dei re di Israele, afferma esserci errori nella valutazione della durata dei regni dei re di Israele, perché fa notare che se la data di morte di un Re fosse indicata, ad esempio, al 1 dicembre di un dato anno, il nuovo re viene detto regnare l'anno dopo e non l'anno prima. Tuttavia, anche se così fosse, ciò si può applicare esclusivamente alla durata dei regni di Israele, per i loro re, ma non per i re di Babilonia che, infatti,  non sono oggetto degli studi di Thiele. 
Nulla Thiele potrebbe dire, ad esempio, sul fatto che Nabucodonosor II fu re dal 604 a.C. e non prima. Pertanto se anche il re dell'esilio babilonese non fosse Sedecia, nulla cambia per Nabucodonosor che distrusse Gerusalemme nel suo 18º anno di regno. A tal proposito nello storico ebreo Giuseppe Flavio (che ovviamente non avrebbe potuto certo indicare una data con la formulazione più su riportata (avanti Cristo/dopo Cristo) troviamo semmai conferma del fatto che la distruzione di Gerusalemme avvenne nel 587 a.C. Egli infatti, nel suo Contro Apione, libro 1, capitolo 21, afferma che Gerusalemme rimase desolata per 50 anni: “Nabucodonosor, nel diciottesimo anno del suo regno, rese il nostro tempio desolato e così rimase in quello stato di oscurità per cinquant’anni; ma nel secondo anno del regno di Ciro furono gettate le fondamenta e fu completato di nuovo nel secondo anno di Dario“.

### La ricostruzione dopo l'esilio babilonese
Rientrati i Giudei in patria dopo l'editto di Ciro del 538 a.C., costruirono il Secondo Tempio; più tardi Neemia elevò nuovamente le mura.
Nel 331 a.C. Gerusalemme venne occupata da Alessandro Magno e in seguito occupata dai Tolomei d'Egitto sino al 198 a.C., quando cadde sotto il dominio dei Seleucidi di Siria. Questi ultimi invano cercarono di ellenizzare la città, anzi provocarono la famosa rivolta dei Maccabei che, nel 165 a.C., si risolse con la loro vittoria e l'instaurazione della dinastia degli Asmonei, la quale durò fino a quando Gerusalemme (63 a.C.) fu conquistata da Gneo Pompeo Magno.

## Il periodo romano

### La conquista romana
Con la conquista romana Gerusalemme fu consegnata a Erode che la ricostruì secondo i criteri urbanistici greco-romani e vi fece ampliare il Tempio.

### L'impatto con Gesù di Nazareth
Sotto il governatorato di Ponzio Pilato, Gesù fu crocifisso sul monte Golgota.
Nel 49-50 ebbe luogo il Concilio di Gerusalemme che riunì gli Apostoli sotto la guida di Cefa che stabilì dogmaticamente che "tutti gli uomini sostanzialmente sono eguali, sia i Giudei che i Greci, forniti di un’anima spirituale e immortale, riscattati dal Sangue di Cristo e chiamati ad entrare, con la loro libera cooperazione, nel Regno di Dio".

### Le rivolte contro i romani e la distruzione dell'anno 70 d.C.

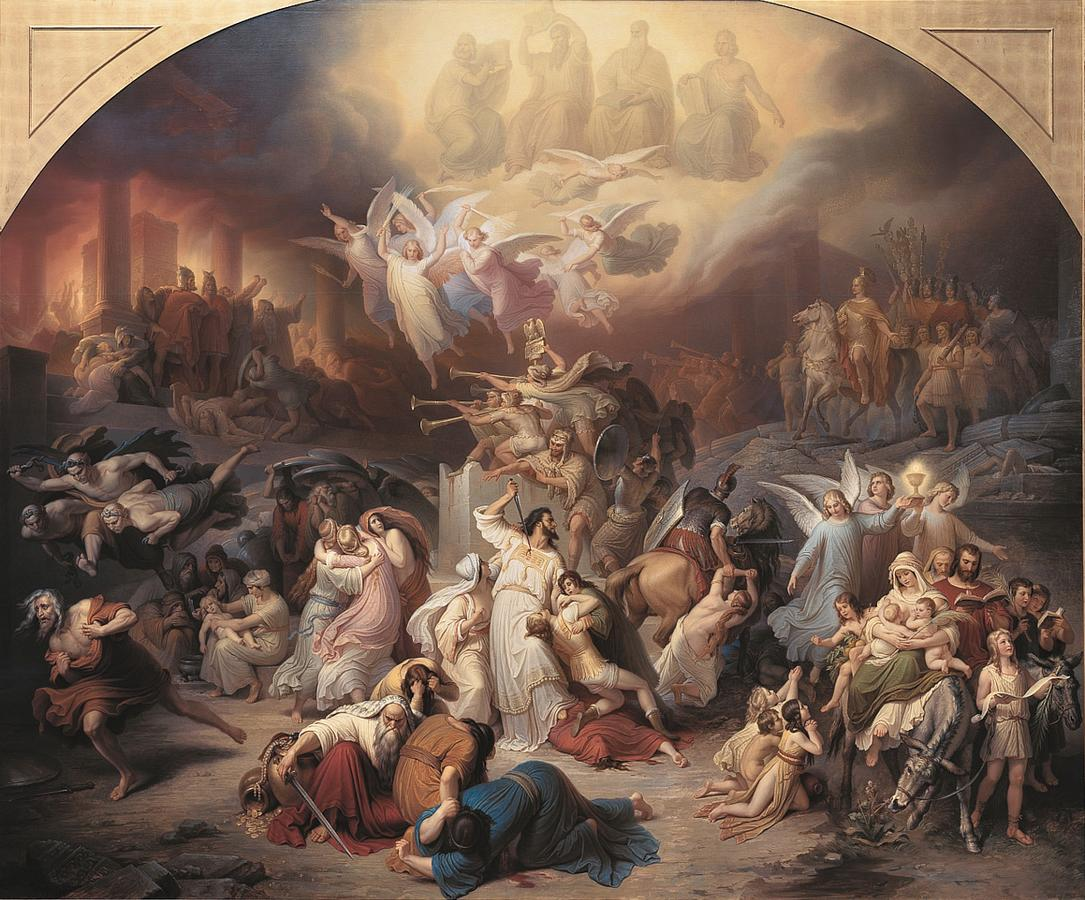
La distruzione di Gerusalemme operata da Tito (W. Kaulbach)

Il malgoverno romano e i fermenti religiosi tuttavia provocarono due gravissime rivolte nella città; la prima che si protrasse dal 66 al 70 per la quale fu necessario l'intervento delle legioni romane comandate da Tito; quest'ultimo sedata la rivolta distrusse la città e il tempio.

#### Incendio e saccheggio del 70 d.C.
Gerusalemme era una delle città fra le più famose e splendide del mondo antico, e l'imperatore Flavio celebrò a Roma la sua vittoria militare con un Trionfo di un'imponenza mai vista fino ad allora. Migliaia di ebrei sopravvissuti ad assedio, incendio e saccheggio furono condotti in schiavitù a Roma, mentre il bottino del Tempio e delle famiglie servì a finanziare un vasto programma di opere pubbliche quali furono: il Tempio della Pace, l'Arco trionfale, il più grande anfiteatro del mondo antico, il Colosseo, inaugurato nell'81, undici anni dopo il sacrificio di Gerusalemme, le terme di Roma e la ricostruzione campana dopo l'eruzione del Vesuvio nel '79.
"Dopo l'incendio di Gerusalemme, molti ebrei della Palestina e della diaspora si sentirono abbandonati dal Signore", scrisse Giuseppe Flavio nelle Antichità Giudaiche: la distruzione del Tempio e l'inizio della diaspora giudaica fecero sì che "venne dimenticato soltanto il Nome sacro di Dio, che non poteva esser pronunciato fuori dal Santuario", dove "stava il grande altare degli olocausti: il fuoco non doveva mai spegnersi", onorato da sacerdoti con abiti di porpora fenicia e vesti di lino indiano. Secondo fonti cristiane come san Lino, l'incendio di Gerusalemme e la diaspora dei superstiti permisero di eliminare i testimoni oculari viventi e le tracce storiche del passaggio terreno di Gesù.
Giuseppe Flavio, sacerdote graziato da Vespasiano e morto a Roma con privilegi e onori imperiali, affermò che l'invasione avvenne quando gli Ebrei di tutta la regione si erano raccolti a Gerusalemme per celebrare la Pasqua, e che nell'Arco di Tito fu incastonato il candelabro a sette bracci sottratto al Tempio di Gerusalemme, tuttora visibile, quale segno del carattere politico-religioso della campagna giudaica voluta dall'imperatore.
Gli storici hanno ritenuto che fosse difficile fornire una stima degli abitanti di Gerusalemme nelle varie epoche: erano circa 60.000 al tempo di Erode (intorno al 40 a.C.), padre dell'evangelico autore della Strage degli innocenti. 

Un aggiornamento del dato numerico divenne probabilmente disponibile col Censimento del 7 d.C., ordinato dall'imperatore. Lo storico della Chiesa Ludwig Hertling affermò che "Gerusalemme contava nei primi anni più di 10.000 abitanti, ma nell'anno 70 la città fu distrutta e la comunità, che già prima era venuta diminuendo di numero di disperse".

Tenuto conto della grandezza di Gerusalemme nell'antichità e della festività pasquale, forse furono più di un milione gli Ebrei uccisi da Vespasiano, un numero pari alla popolazione residente nella Roma augustea.

#### La seconda insurrezione
La seconda insurrezione comandata da Simon Bar Kokheba nel 132 permise agli Ebrei la riconquista di Gerusalemme (l'imperatore Adriano voleva infatti trasformarla in colonia romana), ma per breve tempo; i Romani difatti rapidamente mobilitarono le truppe al confine ed eliminarono ogni resistenza ribattezzando la città con il nome di Aelia Capitolina e trasformandola in colonia romana. L'imperatore Costantino e i suoi successori fecero restaurare e abbellire i luoghi legati alle storie evangeliche ed erigere la prima chiesa cristiana, quella del Santo Sepolcro.

## Dal VII all'XI secolo
Nel 614 un'inedita alleanza tra Persiani sasanidi (guidati da re Cosroe II) ed Ebrei riuscì a strappare Gerusalemme ai Bizantini. Durante l'attacco di Cosroe II, i persiani fecero strage della popolazione e s'impadronirono della reliquia della Vera Croce. Dopo la loro partenza iniziò un periodo di autogoverno ebraico della città. Nel 629 i Bizantini riconquistarono Gerusalemme.
Nel 637 la città fu posta sotto assedio e conquistata dal califfo ʿUmar ibn al-Khaṭṭāb. Negli anni seguenti fu governata dai califfi omayyadi di Damasco e da quelli abbasidi di Baghdad.

Nel 972 fu presa dagli Imām/califfi ismailiti Fatimidi e nel 1076 passò ai Turchi selgiuchidi.

## Le crociate
Attorno al 1095, papa Urbano II, su invito dell'imperatore d'oriente, predicò una crociata contro i Turchi per liberare Gerusalemme e la Terrasanta dal loro dominio. Dopo una spedizione popolare del 1096, chiamata crociata dei pezzenti poiché vi parteciparono donne, bambini, anziani e malati, la vera prima crociata cominciò nel 1099. Vi parteciparono come comandanti Goffredo di Buglione signore della Bassa Lorena, Raimondo di Tolosa e Boemondo d'Altavilla. Nessuno dei soldati della prima crociata tornò indietro vivo, durante il tragitto tra Gerusalemme e le città natali morirono quasi tutti per il caldo, la fame, le malattie e i combattimenti in Anatolia e in Terrasanta. Gerusalemme venne poi riconquistata dai Turchi.
Nel 1099, dopo essere stata conquistata dai crociati, divenne capitale del Regno Latino di Gerusalemme.
In seguito altre crociate vennero inviate, ma quasi inutilmente a causa delle successive sconfitte.
Nel 1187 fu riconquistata dai musulmani di Saladino.
Nel 1229 l'imperatore Federico II di Svevia, titolare del regno per il suo matrimonio con l'erede Isabella II, riuscì a recuperare Gerusalemme senza combattere, attraverso un trattato col sultano ayyubide al-Malik al-Kamil (la "sesta crociata"). Gerusalemme venne ceduta smantellata e indifendibile. Nel 1244 venne facilmente conquistata dopo un breve assedio e fu saccheggiata dai mercenari corasmi al servizio degli Ayyubidi.
Da quel momento fu sotto la dominazione musulmana degli Ayyubidi e quindi dei Mamelucchi.

## La dominazione turca

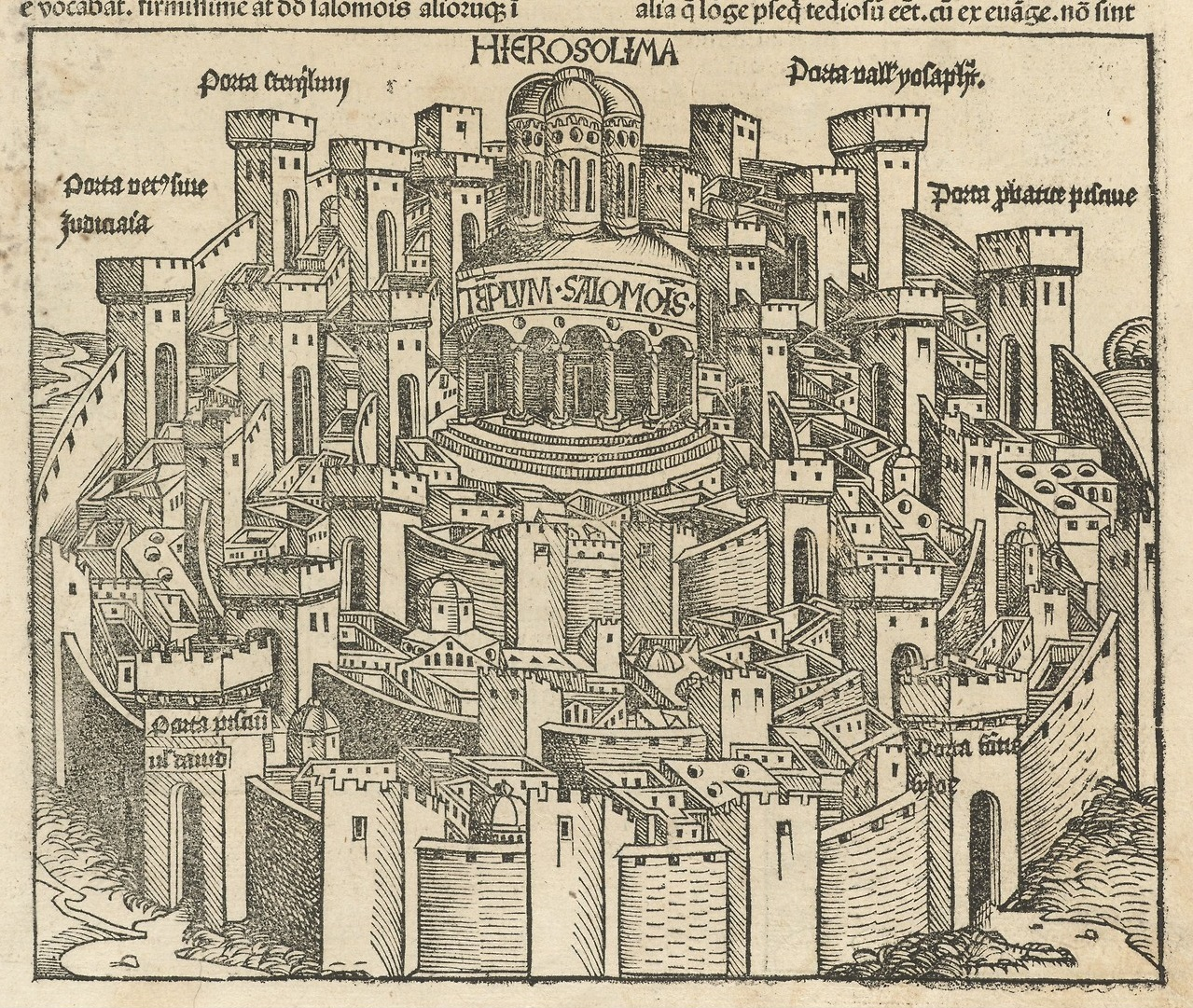
Panorama di Gerusalemme alla fine del XV secolo (Hartmann Schedel, Norimberga 1493)

Gerusalemme rimase mamelucca fino al 1516, anno in cui l'Egitto e la Siria furono occupate dal Sultano ottomano Selim I. Nel 1540, sotto il regno di Solimano il Magnifico furono ricostruite le mura e le fortificazioni della città vecchia.
Nel XIX secolo fu istituito il Mutasarrifato di Gerusalemme.
Il dominio ottomano vi durò quattro secoli, fino al novembre del 1917, allorquando, nel corso della prima guerra mondiale fu occupata dai britannici comandati dal generale Edmund Allenby.

## Il XX secolo

### La dominazione inglese
Con il trattato di Versailles, la città fu dichiarata capitale del Mandato britannico della Palestina. Nel 1949, l'Assemblea generale delle Nazioni Unite proclamò l'internazionalizzazione di Gerusalemme, sotto il controllo dell'ONU per favorire la convivenza di cristiani, musulmani ed ebrei. La componente ebraica pre-israeliana accettò il piano generale di partizione della Palestina in due Stati, uno ebraico e uno arabo, mentre la componente araba palestinese e il resto del mondo arabo e islamico lo respinsero. Entrambe le parti non erano tuttavia disposte in alcun modo a rinunciare alla Città Santa e per questo le forze ebraiche e quelle arabe giordane della Legione araba occuparono Gerusalemme: le prime occuparono il settore occidentale della città e le seconde la sua parte orientale.

### L'arrivo degli ebrei dopo la seconda guerra mondiale

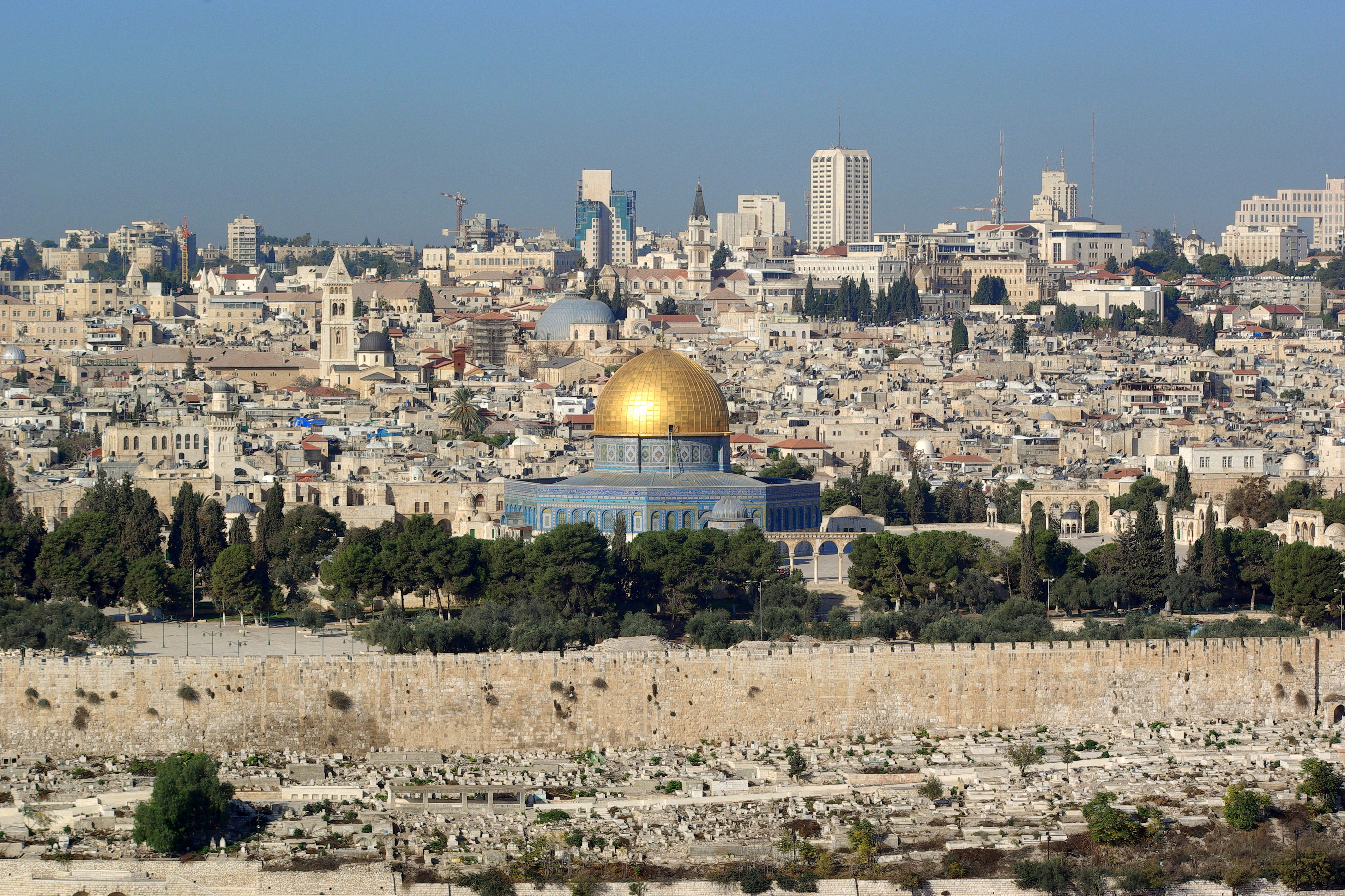
Panorama della città vecchia vista dal Monte degli Ulivi

Dopo la seconda guerra mondiale, l'ONU si fece carico di risolvere la difficile situazione creatasi in Palestina. Con la Risoluzione n. 181 del 29 novembre 1947, l'Assemblea generale delle Nazioni Unite decise di dividere la regione in due stati. Quanto alla capitale, tutta l'area di Gerusalemme, compresa Betlemme, fu assegnata a una zona internazionale amministrata dall'ONU.
Il 14 maggio 1948 fu proclamata la nascita dello Stato d'Israele. Il giorno dopo, il nuovo stato fu attaccato da una coalizione di nazioni arabe. Da Est, la Transgiordania penetrò fino a conquistare Gerusalemme vecchia. La città rimase divisa tra due Stati.
Nel 1950 Gerusalemme fu scelta quale capitale del nuovo Stato israeliano. A Gerusalemme Est, in Transgiordania, le trentasei sinagoghe furono distrutte e il cimitero antico del Monte degli Ulivi fu sistematicamente profanato. Lo stato giordano negò a ebrei e cristiani l'accesso alla parte di Gerusalemme sotto il proprio controllo.

### Sotto il controllo israeliano
Nel giugno 1967, nel corso della guerra dei sei giorni, gli israeliani occuparono il settore giordano, dopo tre giorni di aspri combattimenti suscitando la condanna da parte dell'Assemblea generale dell'ONU. Il 27 giugno il parlamento (Knesset) adottò la «legge sulla protezione dei luoghi santi», con la quale lo Stato d'Israele si impegnò a garantire la salvaguardia dei luoghi sacri a tutti i fedeli delle tre religioni monoteiste.
Il 30 luglio del 1980 la Knesset approvò il decreto che dichiarava l'ufficiale annessione del settore giordano e la proclamazione di Gerusalemme capitale "unita e indivisibile" di Israele.

Poche nazioni hanno riconosciuto la legittimità di Gerusalemme capitale poiché questo secondo molti paesi avrebbe potuto creare malcontenti nel mondo arabo. Oggi i maggiori fautori di Gerusalemme capitale sono gli Stati Uniti che li vi hanno trasferito la propria ambasciata spostandola da Tel Aviv.
La Corte internazionale di giustizia ha confermato nel 2004 che i territori occupati dallo Stato di Israele oltre la "Linea Verde" del 1967 continuano a essere "territori occupati" e dunque con essi anche la parte est di Gerusalemme.